# Frits Korthals Altes
Frederik (Frits) Korthals Altes (ur. 15 maja 1931 w Amsterdamie, zm. 19 lutego 2025) – holenderski polityk i prawnik, parlamentarzysta i minister, w latach 1997–2001 przewodniczący Eerste Kamer.

## Życiorys
Z wykształcenia prawnik, w 1957 ukończył studia na Uniwersytecie w Lejdzie. Rok wcześniej dołączył do Partii Ludowej na rzecz Wolności i Demokracji (VVD). W latach 1958–1982 praktykował jako adwokat w Rotterdamie. Obejmował jednocześnie różne stanowiska w strukturze VVD, był m.in. sekretarzem partii w Rotterdamie. W latach 1975–1981 pełnił organizacyjną funkcję przewodniczącego partii.
W latach 1981–1982 zasiadał w Eerste Kamer. Od listopada 1982 do listopada 1989 był ministrem sprawiedliwości w rządach Ruuda Lubbersa. Od lutego do marca 1986, po śmierci Koosa Rietkerka, czasowo zarządzał również resortem spraw wewnętrznych. W latach 1989–1991 wykonywał mandat posła do Tweede Kamer. W latach 90. ponownie praktykował jako adwokat.
Od 1991 do 2001 po raz kolejny był senatorem. W latach 1995–1997 przewodniczył frakcji senackiej liberałów, a od 1997 do 2001 izbie wyższej holenderskich Stanów Generalnych.

## Odznaczenia
Holenderskie
- Oficer Orderu Oranje-Nassau (1981)
- Komandor Orderu Oranje-Nassau (1989)[1]

Zagraniczne
- Wielki Oficer Legii Honorowej (1984, Francja)
- Krzyż Wielki Orderu Zasługi (1989, Portugalia)
- Krzyż Wielki Orderu Narodowego Zasługi (2000, Francja)[1]